# توماس إم. هربرت
توماس إم. هربرت هو محامي وقاضي وسياسي أمريكي، ولد في 1 ديسمبر 1927 في كولومبوس في الولايات المتحدة، وتوفي بنفس المكان في 23 فبراير 2014. نشط حزبياً في الحزب الجمهوري. وقد انتخب عضو مجلس نواب أوهايو ‏.